# 水上の音楽

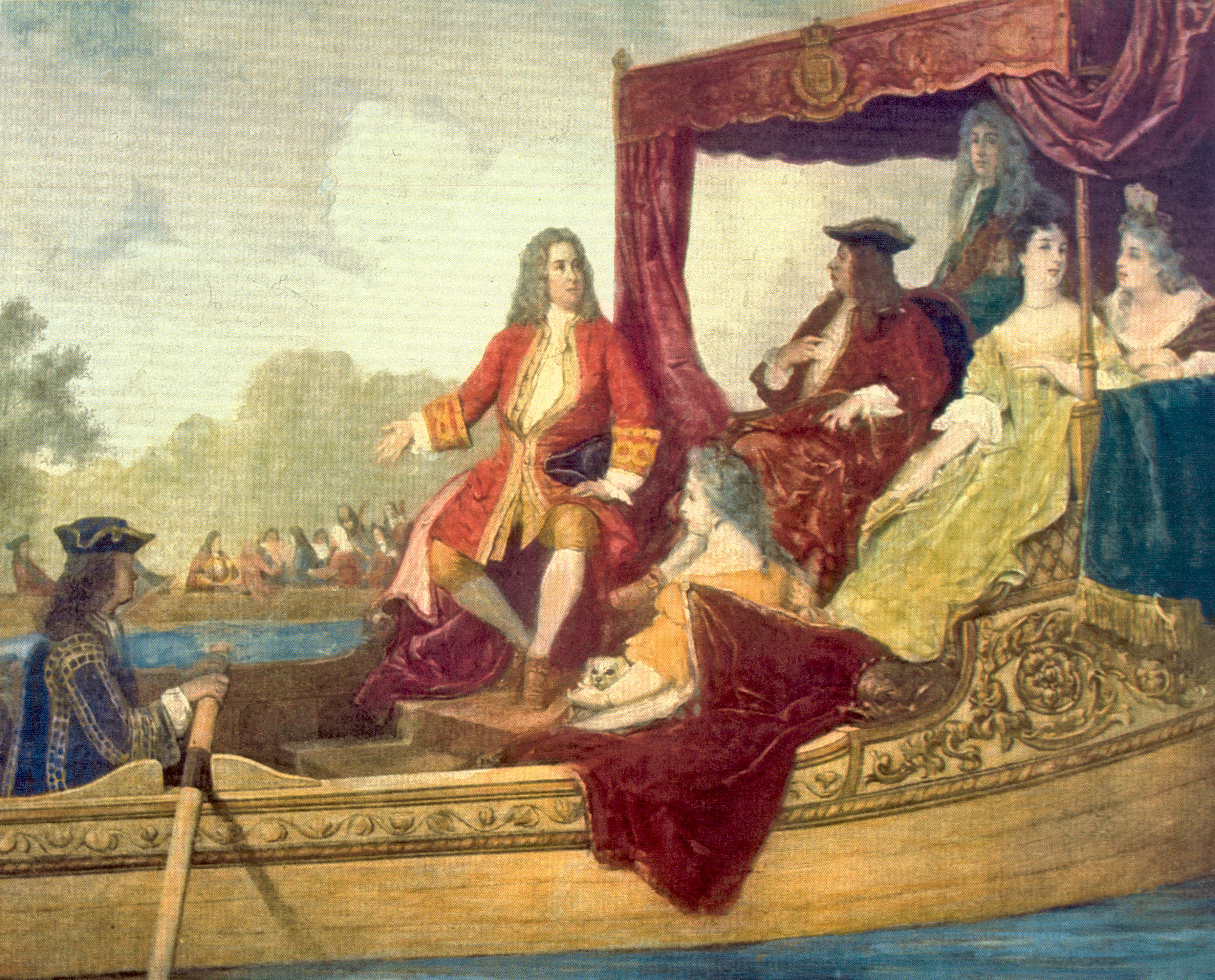
テムズ川上のジョージ1世とヘンデル（19世紀の想像図）

水上の音楽（すいじょうのおんがく、水の上の音楽(みずのうえのおんがく)とも。英: Water Music）HWV 348-350は、ゲオルク・フリードリヒ・ヘンデルが作曲した管弦楽曲集。
弦楽合奏とオーボエ、ホルン、トランペット、フルート、リコーダーなどからなる管弦楽編成。フランス風序曲形式による序曲と、舞曲形式を主とする小曲数曲の楽章からなり、管弦楽組曲のジャンルに属する。今日ではヘンデルの代表的な管弦楽作品の一つとして知られる。
なお、ゲオルク・フィリップ・テレマンの管弦楽組曲『ハンブルクの潮の満ち干』TWV 55:C3 も英語で"Water Music"（ドイツ語で全く同義の"Wassermusik"）と称される。

## 作曲の経緯
ヘンデルは、1710年にドイツのハノーファー選帝侯の宮廷楽長に就いていたが、1712年以降、認められた予定を大幅に超えて外遊先のロンドンに定住していた。ところが、1714年にそのハノーファー選帝侯がイギリス王ジョージ1世として迎えられることになる。
ジョージ1世はイギリス国民からの支持を得るため、公衆に姿を見せる機会として舟遊びを一定の頻度で催していた。ヘンデルは王との和解を図るため、密かに作ったこの曲を1715年の舟遊びで披露した、というエピソードがジョン・マナリングの伝記（1760年）以来知られるが、実際の両者の関係は良好であり、最近の研究では事実ではないと考えられている。
ヘンデルの音楽が用いられた唯一の記録があるのは1717年7月17日に行われたテムズ川での舟遊びであり、50人の楽団を用い、往復の間に3度も演奏させたという記録が残っている。また、1736年にプリンス・オブ・ウェールズの妃に決まったオーガスタを迎えるための舟遊びが催され、そこでも音楽の記録があるが、ヘンデルが関わっていた確証はない。
現行の『水上の音楽』は、こうした舟遊びに関係して数度に分けて作曲、演奏されたものとも考えられるが、1710年代のうちには成立していたと今日の研究では推定されている。

## 出版
1720年代に数曲の抜粋が出版されたあと、1733年ごろに12曲のパート譜が出版され、1743年にはチェンバロ編曲版、1788年にはサミュエル・アーノルドによって全曲の管弦楽総譜が出版された。
おもな原典版（批判校訂版）を以下に挙げる。
クリュザンダー校訂版
1886年に（旧）全集 (Händel-Gesellschaft) の一部として出版された。フリードリヒ・クリュザンダーが校訂を行い、アーノルドによる初版総譜と同様に全体を一つの組曲として扱っている。
レートリヒ校訂版
1962年、ハレのヘンデル協会 (Georg-Friedrich-Händel-Gesellschaft) が統括する（新）全集 (Hallische Händel-Ausgabe) の一部として出版。
時期の早い筆写譜に編成・調性別に曲が分かれたものが存在することから、『水上の音楽』は3つの別個の組曲からなるとする説が1950年ごろから支持されるようになっていた。校訂を担当したハンス・レートリヒはこの説に従い、「第1組曲」「第2組曲」「第3組曲」に分ける構成を採用したうえで、各曲には通し番号を与えた。
なお、1986年に発表されたヘンデル作品主題目録番号も同様の説に従い、全曲を3つの組曲に分けてHWV 348からHWV 350までの番号を付けることになった。
テレンス・ベスト校訂版
2007年に、レートリヒ版に代わる改訂版として出版。2004年に新たに発見された手稿譜（1718年までに成立）を参照しており、ふたたび全体を一つの組曲としている。
このほかに現代管弦楽のための編曲も行われている。6曲を抜き出したハミルトン・ハーティ編曲版は1922年に出版され、全曲演奏では長大となる原典版のかわりに広く演奏された。

## 構成
ヘンデルによる自筆譜は見つかっておらず、上記の各原典版にみられるように構成には議論がある。ジョルディ・サバールやアルフレード・ベルナルディーニのように演奏者が独自に曲順を編集する場合もある。
以下に示す構成はレートリヒ版に基づく。演奏時間は約45分（各27分、9分、9分）。
- 第1組曲 ヘ長調 HWV 348（10曲）　オーボエ、ホルン主体
  - 第1曲「序曲（ラルゴ - アレグロ）」
  - 第2曲「アダージョ・エ・スタッカート」
  - 第3曲（アレグロ）
  - 第4曲「アンダンテ」[注 5]
  - 第5曲（メヌエット）
  - 第6曲「エアー」
  - 第7曲「メヌエット」
  - 第8曲「ブーレ」
  - 第9曲「ホーンパイプ」
  - 第10曲（アレグロ・モデラート）
- 第2組曲 ニ長調 HWV 349（5曲）　トランペット主体
  - 第11曲（序曲）
  - 第12曲「アラ・ホーンパイプ」…全曲の中で最も紹介される機会の多い曲
  - 第13曲「メヌエット」
  - 第14曲「ラントマン」
  - 第15曲「ブーレ」

第11曲・第12曲にはヘ長調で第1組曲と同編成の異稿が存在する（協奏曲ヘ長調 HWV331）。当初第1組曲の一部だったこの2曲が第2組曲に転用されたとも考えられたが、その後の研究で『水上の音楽』成立後の1722年ごろに改作したものとされる。
- 第3組曲 ト長調 HWV 350（7曲）　フルート、リコーダー主体
  - 第16曲（メヌエット）
  - 第17曲「リゴードン」
  - 第18曲（リゴードンII）[注 5]
  - 第19曲「メヌエット」
  - 第20曲（アンダンテ）[注 6]
  - 第21曲（カントリーダンスI）
  - 第22曲（カントリーダンスII）